# Farrum

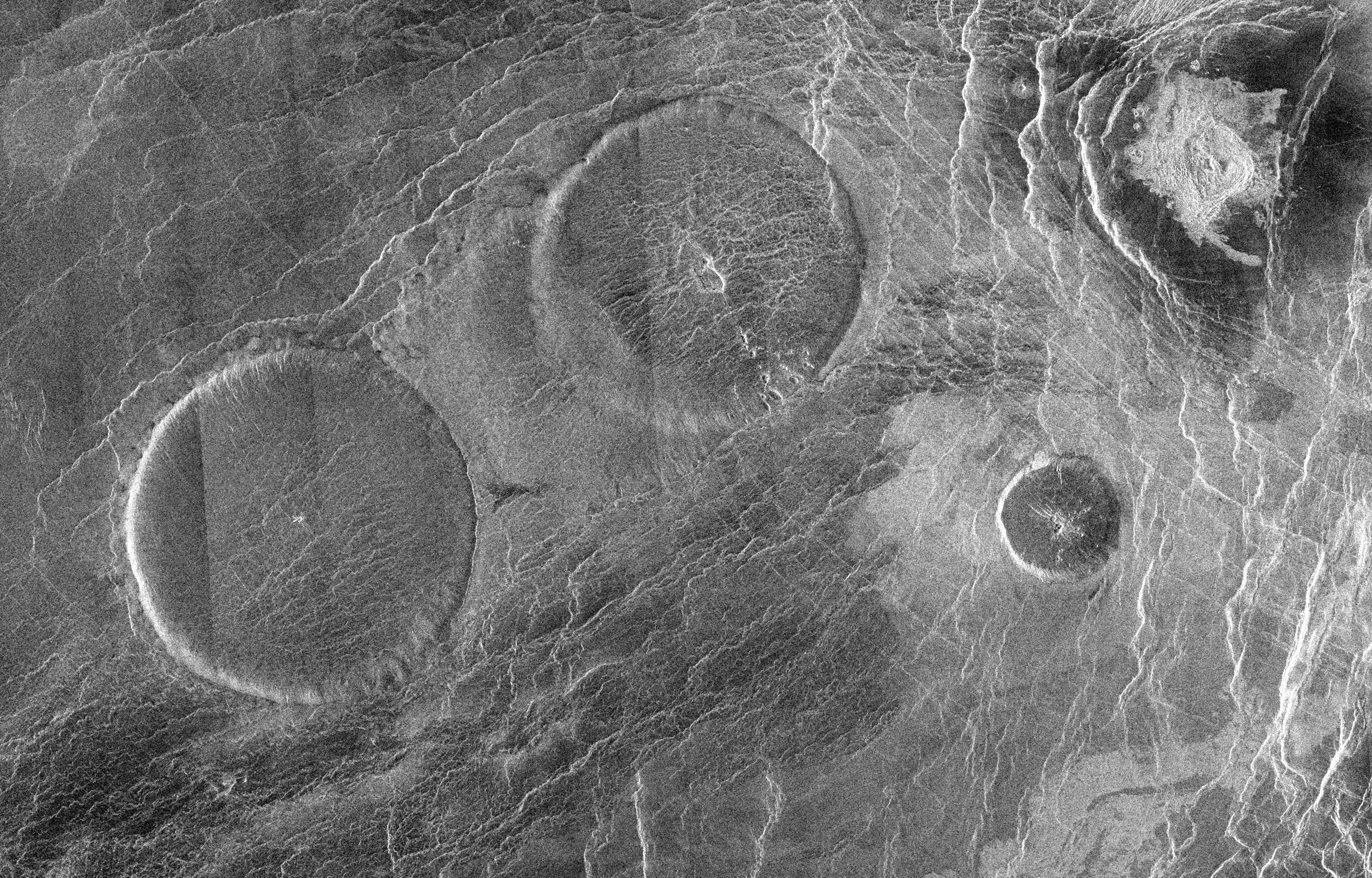
Carmenta Farra

Farrum (plurale: farra) è un termine latino dal significato originario di focaccia. In esogeologia si utilizza comunemente per descrivere formazioni geologiche extraterrestri la cui forma ricorda vagamente quella di un pancake, o di un panettone. Simili strutture sono state osservate su Venere, dove prendono i nomi di divinità acquatiche.

## Farra su Venere
- Aegina Farrum
- Anqet Farra
- Carmenta Farra
- Egeria Farrum
- Flosshilde Farra
- Liban Farra
- Nammu Farra
- Oshun Farra
- Seoritsu Farra